# Thomas Hastings (Admiral)

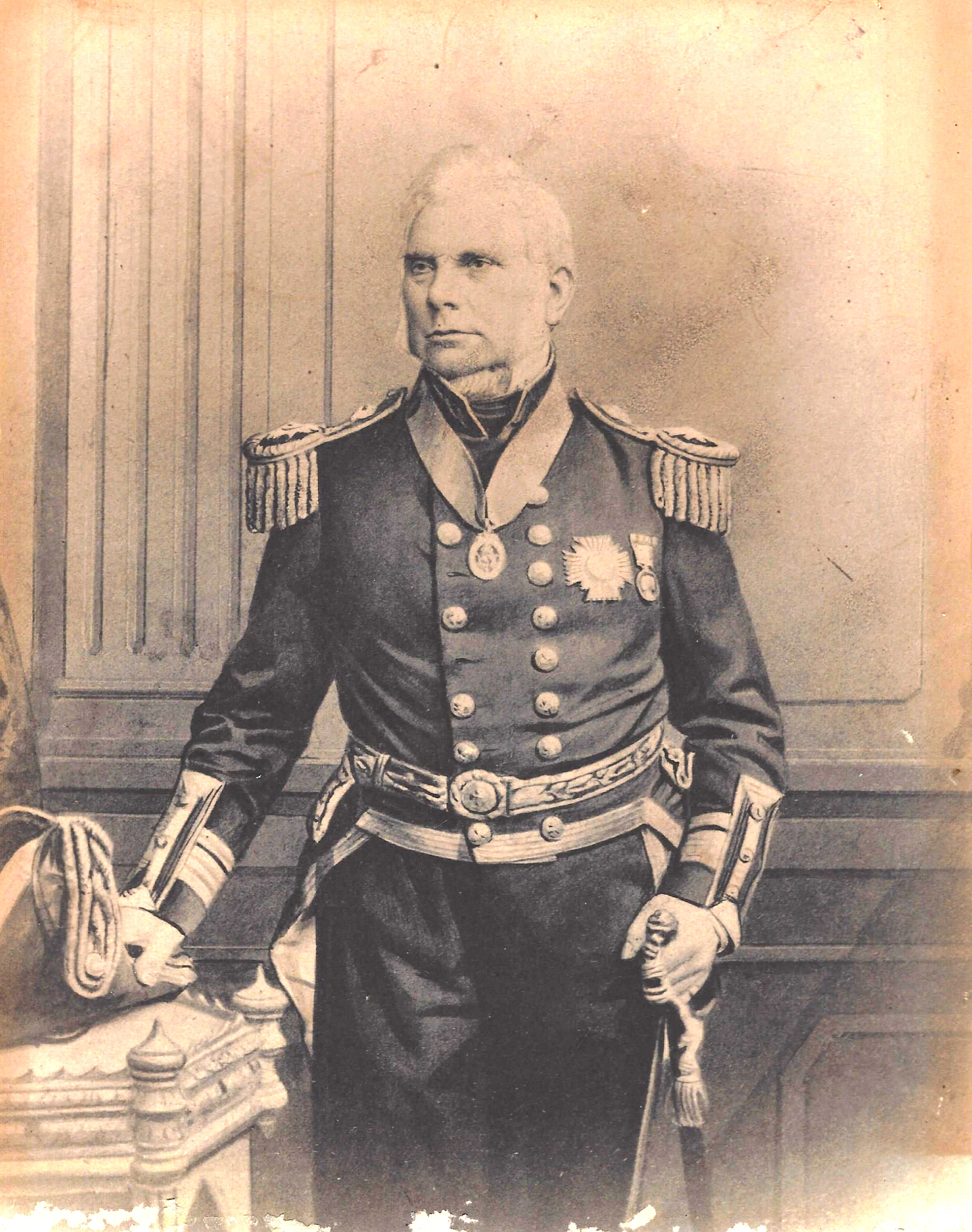
Thomas Hastings (1860)

Sir Thomas Hastings, KCB (* 3. Juli 1790 in Whichford, Warwickshire, England; † 3. Januar 1870 in London) war ein britischer Seeoffizier der Royal Navy und zuletzt Admiral, der unter anderem zwischen 1845 und 1855 Principal Storekeeper of the Ordnance war.

## Leben
Thomas Hastings, Sohn des Geistlichen Reverend James Hastings, trat im September 1803 in die Royal Navy und absolvierte eine Ausbildung zum Seeoffizier. Nach deren Abschluss fand er zahlreiche Verwendungen in der Royal Navy und wurde am 17. Januar 1810 zum Lieutenant sowie am 9. Mai 1825 zum Commander befördert. Am 4. November 1828 wurde er Kommandant der Brigg-Sloop HMS Ferret, die zur Mittelmeerflotte (Mediterranean Fleet) gehörte, und hatte dieses Kommando bis zum 22. Juli 1830 inne. Er wurde am 22. Juli 1830 zum Captain befördert und war zwischen dem 13. April 1832 und dem 28. August 1845 Kommandant des zur Marinebasis Portsmouth gehörenden Linienschiffs HMS Boyne, das 1834 in HMS Excellent umbenannt wurde. Am 5. Juni 1839 wurde er als Knight Bachelor (Kt) geadelt, so dass er fortan das Prädikat „Sir“ führte.
Am 25. Juli 1845 übernahm Hastings als Nachfolger des ehemaligen Mitglieds des Unterhauses (House of Commons), Francis Robert Bonham, den Posten als Principal Storekeeper of the Ordnance. Er war damit Mitarbeiter des Generalmeisters der technischen Truppen (Master-General of the Ordnance) und als Mitglied des Board of Ordnance für die Pflege und Instandhaltung der Waffenlager verantwortlich. Er bekleidete diesen Posten, bis das Amt 1855 abgeschafft wurde. Er war als erfahrener Schütze bekannt, und gilt als einer der ersten Offiziere, die einen wissenschaftlichen Ansatz im Schießwesen verfolgten.
Am 6. März 1846 wurde er ferner Deputy Lieutenant der Grafschaft Herefordshire. Außerdem wurde er am 22. November 1850 zum Companion des Order of the Bath (CB) ernannt. Er wurde am 27. September 1855 zum Rear-Admiral befördert und am 9. März 1859 auch zum Knight Commander des Order of the Bath (KCB) erhoben. Am 13. November 1857 wurde er außerdem zum Sheriff der Grafschaft Herefordshire ernannt. Er wurde am 4. Oktober 1862 zum Vice-Admiral befördert. 
Am 11. März 1864 übernahm er des Weiteren die Position als Vice-Admiral of the Red Squadron, nachdem er vorher seit dem 18. September 1863 Vice-admiral of the White Squadron, seit dem 13. Oktober 1862 Vice-Admiral of the Blue Squadron, seit dem 2. Dezember 1858 Rear-Admiral of the Red, davor seit dem 23. Juni 1857 Rear-Admiral of the White-Squadron sowie seit dem 4. Oktober 1855 Rear-Admiral of the Blue Squadron war. Er trat schließlich am 2. April 1866 mit dem zugleich verliehenen Rang eines Admirals in den Ruhestand.